# Rhytiphora obliqua
Rhytiphora obliqua är en skalbaggsart som först beskrevs av Donovan 1805.  Rhytiphora obliqua ingår i släktet Rhytiphora och familjen långhorningar. Inga underarter finns listade i Catalogue of Life.